# Hope and Company
Hope and Company, abrégé en Hope & Co., est un établissement bancaire fondé à Amsterdam en 1762, qui fut le premier à se spécialiser dans la négociation des emprunts d’États et les transactions financières intergouvernementales. La banque Hope fut, entre la fin du XVIIIe et la première moitié du XIXe siècle, l'une des plus importantes sociétés financières européennes. Le nom disparut en 1975, après que les actionnaires ont fusionné les actifs avec ceux d'Algemene Bank Nederland (ABN Amro).

## Histoire
Les origines de la famille Hope seraient à la fois écossaises et picardes : l'affirmation du Clan Hope (en) remonterait au XVIe siècle quand John de Hope, attaché à la cour de la reine Madeleine de Valois, épouse de Jacques V, s'installe à Édimbourg en 1537. L'un des descendants les plus célèbres est Sir Thomas Hope (en) de Craighall (1573-1646), dont le descendant direct, Charles Hope, 1er comte de Hopetoun, fut gouverneur de la banque d'Écosse. Thomas Hope est le fils de Henry Hope et de Jacqueline de Tot, d'origine française. Son frère, James Hope (1570-1634) fonde une dynastie de marchands installée à Rotterdam : Archibald I Hope (1664-1743) est son descendant direct.

### Les Hope: une dynastie de banquiers
La banque Hope & Co. compta plusieurs filiales dirigées par des membres de la famille Hope. De nombreux documents historiques mentionnent les « Hopes of Rotterdam », « Hopes of Amterdam », « Hopes of London » ou tout simplement les « Hopes ». Ce tableau rassemble les principales personnalités qui s'y illustrèrent :[réf. nécessaire]
| Archibald I (1664–1743), fondateur de Hope Rotterdam : | Archibald II (1698–1734)                               | fondateur de Hope Amsterdam                      | sans descendance |
| Archibald I (1664–1743), fondateur de Hope Rotterdam : | Henry I (1699–1737)                                    | Henry Hope (1735–1811) cofondateur de Hope & Co. | adopte John Williams (1757-1813) dont un fils William Williams-Hope (1802-1855)                                                                                                |
| Archibald I (1664–1743), fondateur de Hope Rotterdam : | Isaac (1702–1767)                                      | Olivier (1731-après 1767)                        | ? |
| Archibald I (1664–1743), fondateur de Hope Rotterdam : | Thomas Hope (1704–1779) (en) cofondateur de Hope & Co. | Jan Hope (John), (1737–1784)                     | * Thomas Hope (1769–1831) dont trois fils, Henry Thomas Hope (1807-1862), Adrian John Hope (1811-1863) et Alexander Beresford Hope (1820-1887) * Henry Philip Hope (1774-1839) |
| Archibald I (1664–1743), fondateur de Hope Rotterdam : | Adrian (1709–1781)                                     | travaille à Amsterdam                            | sans descendance |
| Archibald I (1664–1743), fondateur de Hope Rotterdam : | Zachary (1717–1770)                                    | Archibald III (1747–1821)                        | ? |
| Branche des Van der Hoop (cousins)                     | Adriaan (I) van der Hoop (1701–1767)                   | Jean Corneille van der Hoop (1742–1825)          | Adriaan van der Hoop (1778–1854) |

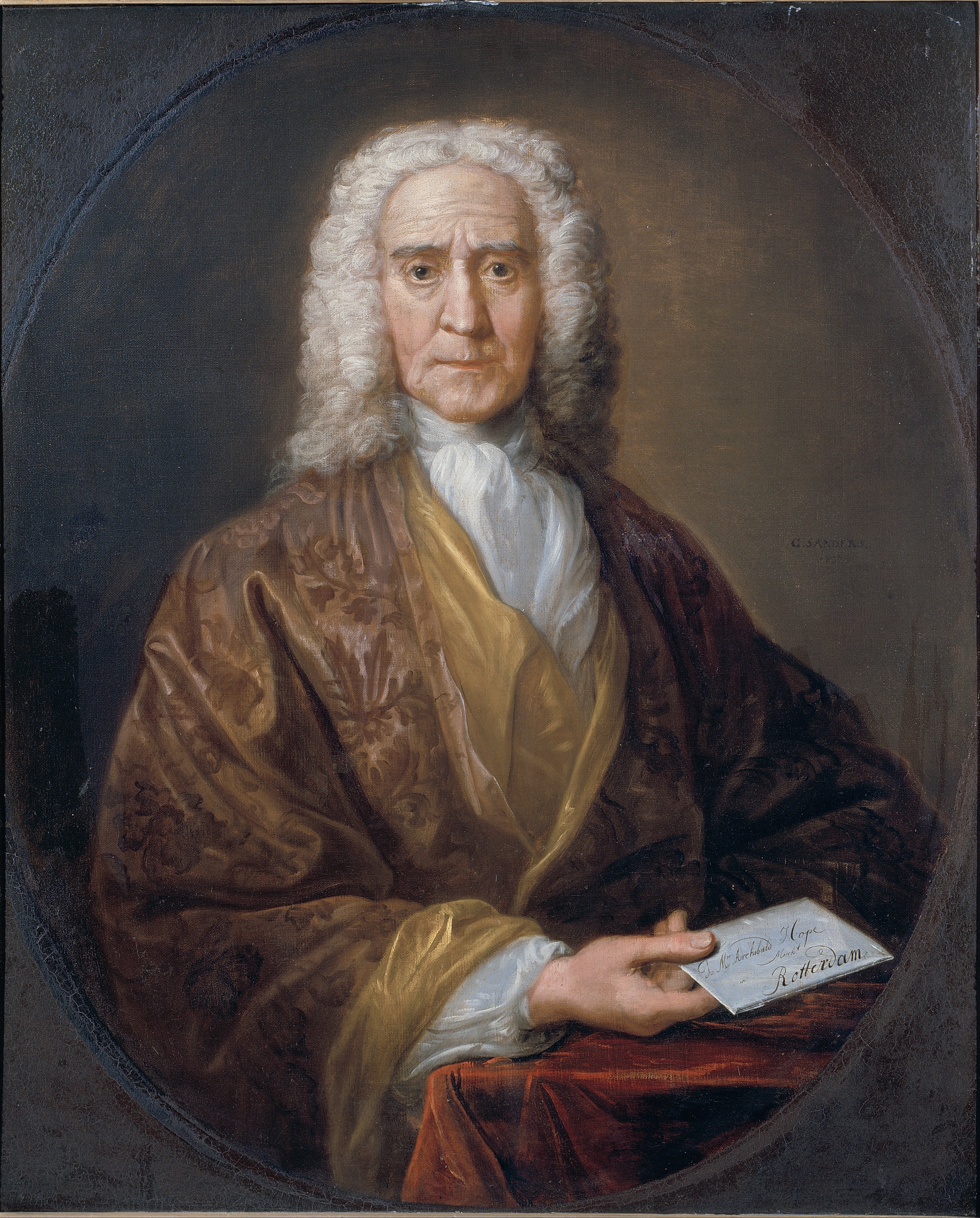
Archibald Hope dit l'Ancien (1664-1743), par Gerard Sanders (1737).
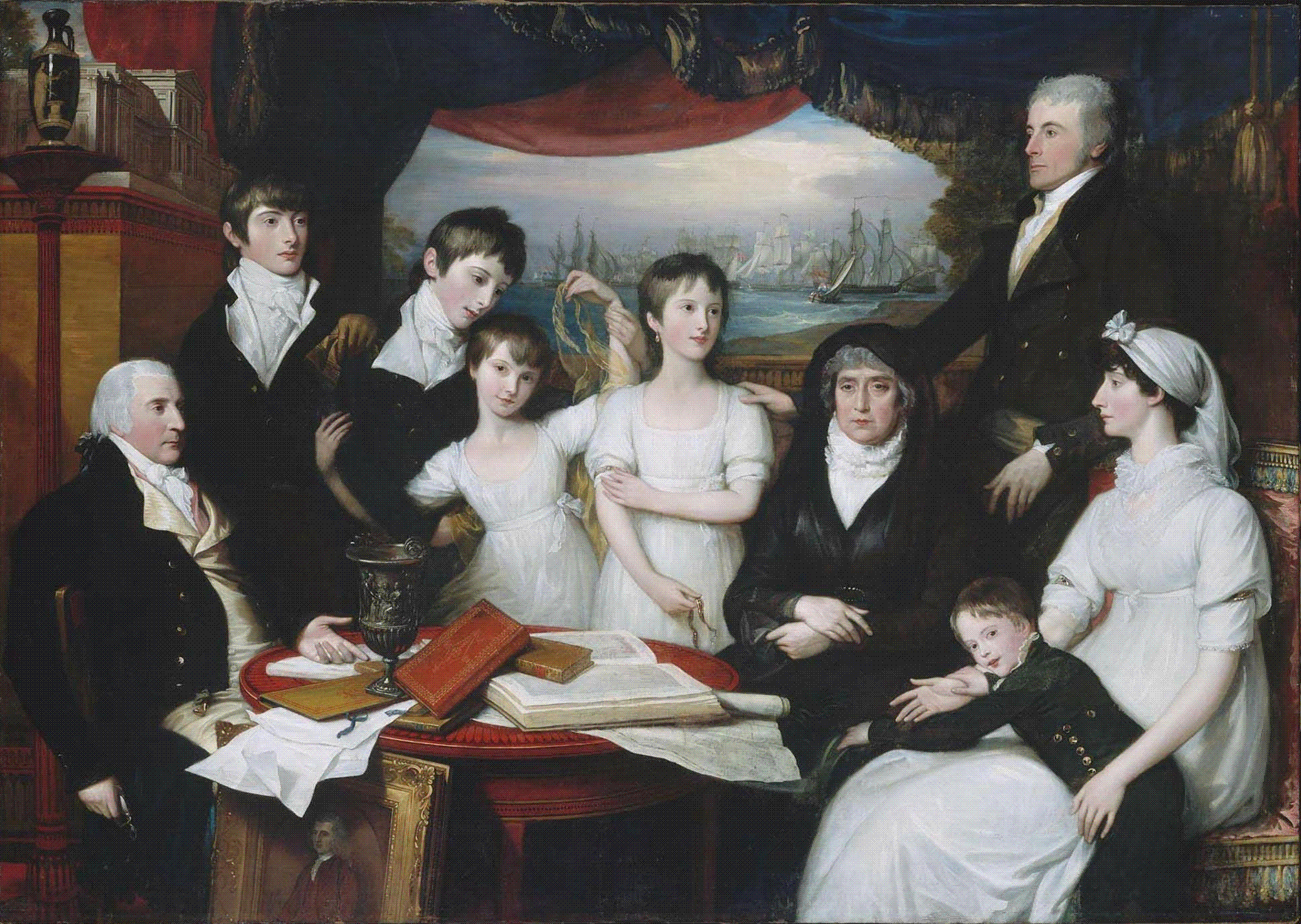
La famille Hope réfugiée en Angleterre en 1804 (The Hope Family of Sydenham, Kent, par Benjamin West).
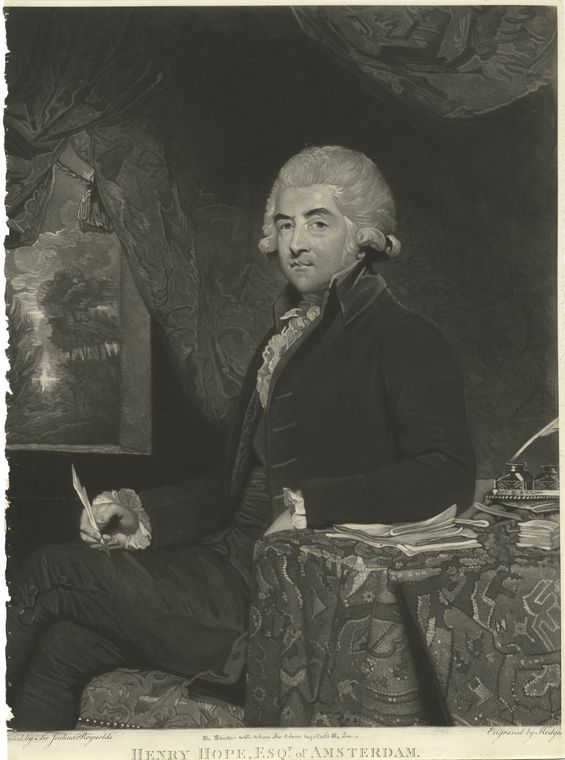
Henry Hope (1735-1811).

### Au cœur d'importantes négociations
La banque Hope, associée à la Barings, eut un rôle central lors de la vente de la Louisiane par la France aux États-Unis d'Amérique.
Lors de la crise financière française en 1805, les Négociants réunis se tournent vers elle pour tenter de trouver des liquidités.
En 1816, elle négocie, associée à la Barings, le lancement du grand premier emprunt russe sur les marchés. Contrairement aux banques d'aujourd'hui, les associés de Hope & Co. mêlaient leurs affaires privées aux affaires publiques et aux affaires de la banque. Les lettres des archives abordent de nombreux sujets à la fois. La correspondance de la période 1795-1815, au cours de laquelle Henry Hope a été contraint de quitter les Pays-Bas et de s'installer à Londres, constitue une partie particulièrement riche des archives. La correspondance régulière entre les succursales d'Amsterdam et de Londres donne un aperçu important des négociations commerciales de l'époque et de la manière dont elles se déroulaient.

### Liens avec l'esclavage colonial

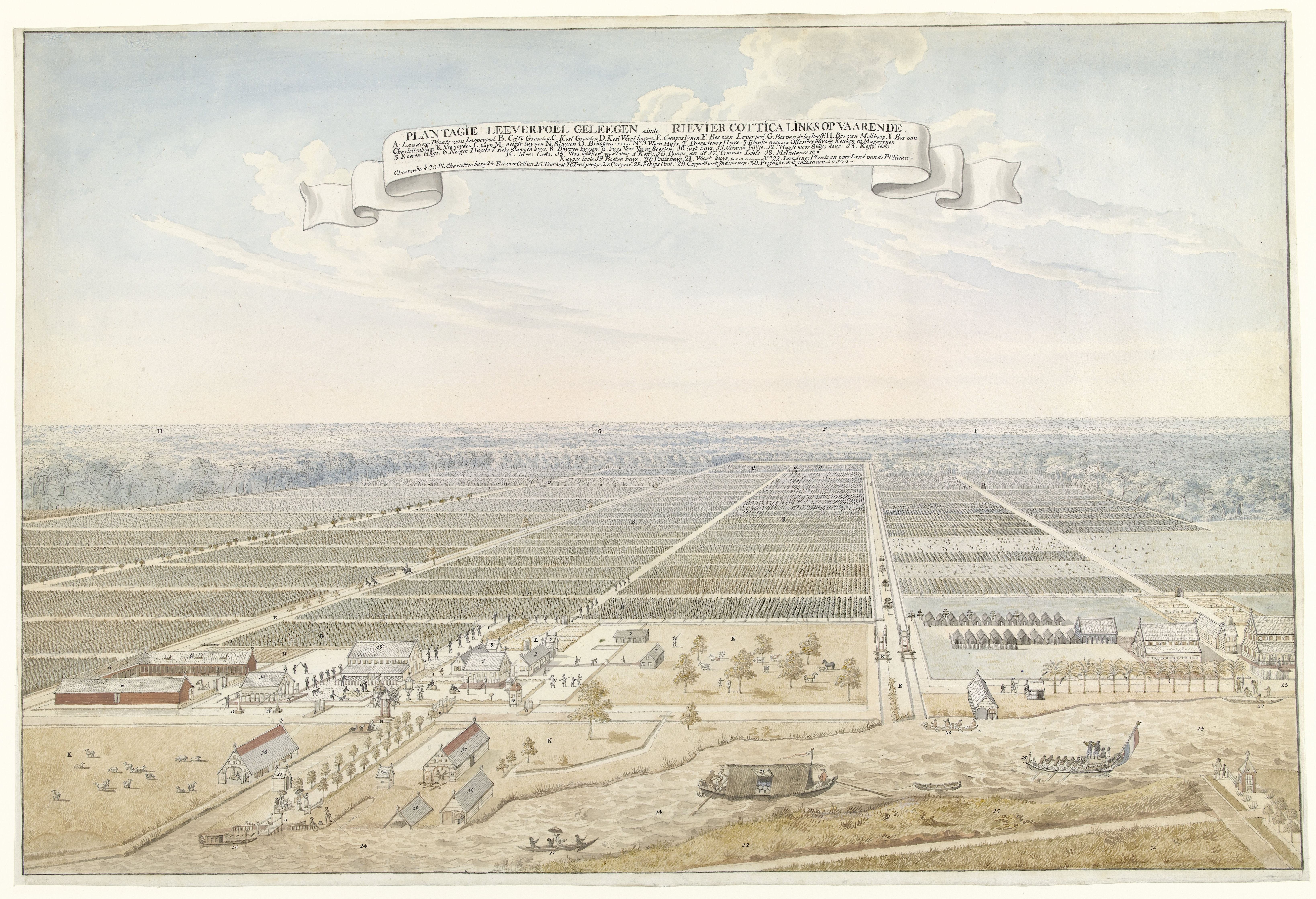
Vue de la plantation esclavagiste de Levierpool au Suriname, alors colonie néerlandaise. Vers 1772, Hope and Co lui a fourni une hypothèque.

Selon le Dr Pepijn Brandon, chercheur à l'Institut international d'histoire sociale : « Hope & Co était la plus grande entreprise financière et commerciale aux Pays-Bas à la fin du XVIIIe siècle, et les opérations liées à l'esclavage constituaient un élément essentiel de ses activités ».
En 2022, dans le cadre d'un travail de mémoire, la maison mère ABN Amro reconnaît le rôle qu'ont joué ses entreprises dans l'esclavage colonial. Selon le directeur général, Robert Swaak : « ABN Amro a une histoire fière qui remonte à plus de 300 ans. Cependant, nous devons également reconnaître qu'il a également un côté plus sombre. ABN Amro tel qu'elle existe aujourd'hui ne peut annuler cette période de son histoire. Nous sommes conscients que, même si l'esclavage a été aboli, les injustices du passé ont persisté ».

## Collection d'art
Thomas Hope était membre du comité des porcelaines et commença probablement à collectionner des porcelaines bleues et blanches. En 1770, le manoir fut rénové et, en 1771, ils acquièrent une belle collection de peintures auprès de deux frères mennonites de Rotterdam. Jan, soutenu par sa femme, et Henry collectionnèrent tous deux des peintures, des statues et des porcelaines de Loosdrechts. En 1783, Jan Hope intenta un procès au peintre Louis Gerverot. Vers 1790, John Williams Hope fut représenté par Angelika Kaufmann.
Lorsque Pichegru occupa le sud, Henry s'enfuit d'Hellevoetsluis le 17 octobre 1794. Henry emporta autant d'œuvres d'art qu'il put expédier, selon August Schlegel. Les tableaux, trop grands pour être transportés à Londres et restés en possession de la banque, passèrent aux mains d'Adriaan van der Hoop. Henry s'installa à l'angle de Harley Street et de Cavendish Square. Thomas Hope, de Deepdene, collectionnait des œuvres d'art, des sculptures, des vases anciens et des livres dans Duchess Street. Son fils Henry Thomas Hope hérita de la collection après 1831. Lord Francis Pelham Clinton-Hope vendit la collection de tableaux Hope en 1898.